# Momo Tamaoki
Momo Tamaoki (jap. 玉置桃, Tamaoki Momo; * 16. September 1994 in Iwamizawa) ist eine japanische Judoka. Sie war 2021 und 2025 Weltmeisterschaftszweite im Leichtgewicht, der Gewichtsklasse bis 57 Kilogramm.

## Sportliche Karriere
Momo Tamaoki war 2010 Zweite bei den Juniorenweltmeisterschaften in der Gewichtsklasse bis 48 Kilogramm. Seit 2013 kämpft sie im Leichtgewicht. 2013 siegte sie bei den U21-Asienmeisterschaften, 2014 war sie Juniorenweltmeisterin. 2015 gelang ihr mit dem Sieg bei den Asienmeisterschaften in Kuwait ihr erster großer Erfolg in der Erwachsenenklasse. Im Finale bezwang sie Lien Chen-ling aus Taiwan.
In den Jahren 2016 und 2017 gewann Momo Tamaoki bei mehreren Grand-Prix-Turnieren, bei Grand-Slam-Turnieren erreichte sie mehrfach einen dritten Platz. 2018 siegte Tamaoki bei den japanischen Meisterschaften. Daraufhin wurde sie für die Asienspiele in Jakarta nominiert. Dort gewann sie den Titel durch einen Finalsieg über die Nordkoreanerin Kim Jin-a. Ende 2018 erreichte sie das Finale beim Grand-Slam-Turnier in Osaka und unterlag dann der Kanadierin Jessica Klimkait. Ein Jahr später bezwang sie im Finale von Osaka Lien Chen-ling und erreichte so ihren ersten Grand-Slam-Sieg.
Im März 2021 trafen Momo Tamaoki und Lien Chen-ling im Finale des Grand-Slam-Turniers in Taschkent erneut aufeinander und wieder gewann Tamaoki. Im Juni 2021 bezwang Tamaoki im Viertelfinale der Weltmeisterschaften in Budapest die Portugiesin Telma Monteiro. Nach ihrem Halbfinalsieg gegen die Kanadierin Christa Deguchi traf Tamaoki im Finale auf deren Landsfrau Jessica Klimkait und unterlag. Bei den 2023 ausgetragenen Asienspielen 2022 in Hangzhou gewann sie die Silbermedaille. Im Finale musste sie sich Lien Chen-ling geschlagen geben. In der Mannschaftskonkurrenz sicherte sie sich mit der japanischen Mannschaft dagegen die Goldmedaille. Bei den Weltmeisterschaften 2024 in Abu Dhabi unterlag Tamaoki im Halbfinale der Kanadierin Deguchi. Mit einem Sieg über die Mongolin Lchagwasürengiin Sosorbaram sicherte sich die Japanerin eine Bronzemedaille.
2025 gewann Tamaoki beim Grand-Slam-Turnier in Baku. Bei den Weltmeisterschaften in Budapest besiegte sie im Halbfinale die Französin Sarah Léonie Cysique, das Finale verlor sie gegen die Georgierin Eteri Liparteliani.